# Sergia Elena de Séliman
Sergia Elena Mejía Peña de Séliman (Santo Domingo, 1 de octubre de 1963) es una política dominicana.
Séliman fue elegida en 2016 como diputada de República Dominicana al Parlamento Centroamericano, con su hijo Carlos Juan Séliman Mejía como su suplente. Anteriormente se postuló sin éxito a diputada por el Distrito Nacional en 2010 y vicealcaldesa de Santo Domingo en 2006. También se postuló en las elecciones presidenciales dominicanas como compañera de boleta del expresidente y candidato presidencial del Partido Fuerza del Pueblo, Leonel Fernández.
El 16 de noviembre de 2020, el presidente Luis Abinader nombró a Sergia Elena de Séliman como miembro de la Junta Monetaria (organismo rector del Banco Central y la Superintendencia de Bancos).